# Boekbanden en omslagen ontworpen door Jan Toorop

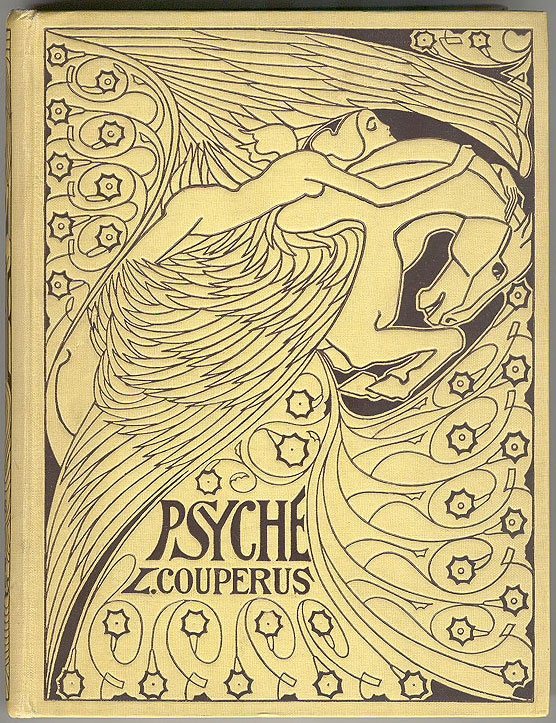
Boekband ontworpen door Jan Toorop voor Psyche (1898)

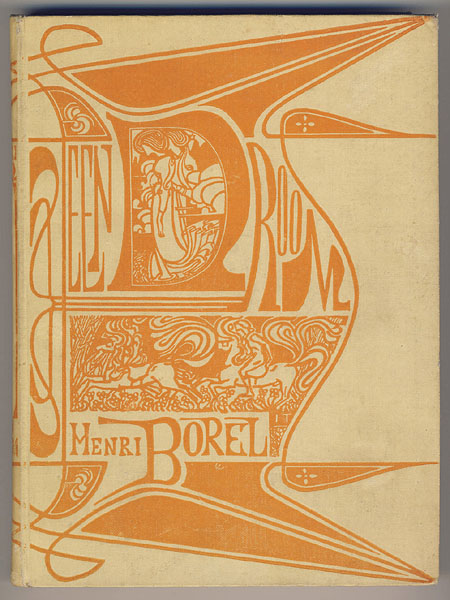
Boekband van Een droom (1899)

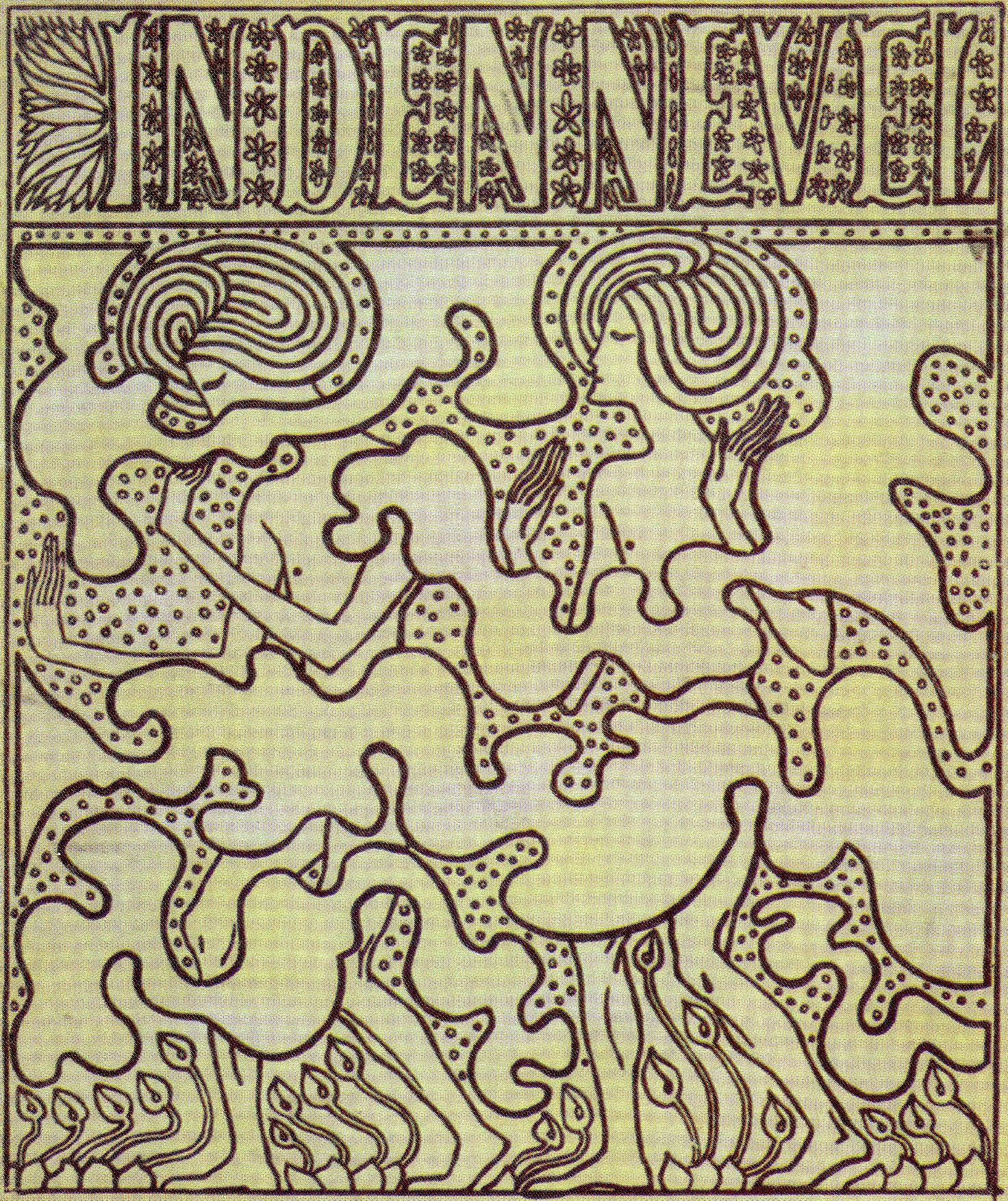
Omslagontwerp voor het studententijdschrift In den nevel (1897)

Boekbanden, omslagen en kalenders ontworpen door Jan Toorop
Jan Toorop, ook: Jean Theodor Toorop,  (Poerworedjo, 20 december 1858 – Den Haag, 3 maart 1928) was de belangrijkste Nederlandse kunstschilder van het symbolisme. Daarnaast was hij graficus en boekbandontwerper. 
Hieronder een opsomming van zijn ontwerpen voor boekbanden en omslagen.
- Louise Ahn, Het boek der verbeelding, band, 1889-1890
- Catalogus Association, band, 1892
- Jacob van Maerlant, Nederlandsche dichters, band, 1894
- Almanak Leidsch Studentencorps, band, 1894
- M. Snijder van Wissenkerke, Zwarte Vlinders, band, 1895
- Betsy Juta, Jonge ranken, band, 1896
- Louis Couperus, Metamorfoze, band, 1897
- In den Nevel. Omslag voor het Deltsch Studententijdschrift. Houtsnede. 1897.
- Louis Couperus, Psyche, band, 1898
- W.G. van Nouhuys, Egidius en de vreemdeling, 1899, omslag en illustraties
- Uitvoering van Nederlandsche liederen uit het Liederboek van Groot-Nederland, 1899, omslag en illustratie
- Henri Borel, Een droom, band, 1899
- Netty Spanjaard (= Jeannette Elias), Louise Geertsma Verheulen. Een meisjesleven, band en illustraties, 1900
- Louis Couperus, Fidessa, tekening, 1900 (2e druk)
- Louis Couperus, Babel, band, 1901
- Sully Prudhomme, Carmen pro invictis. Quelques offrandes de poètes aux Républiques Sud-Africaines, 1901
- Jong Holland, Halfmaandelijks Tijdschrift voor Nederland, Koloniën en Vlaanderen, 1902.
- Deutsche Kunst und Dekoration, omslagtekening (tijdschrift), 1902
- Louis Couperus, God en Goden, band, 1903
- Schoonheid door gezondheid, omslag tijdschrift, 1904
- Marie Metz Koning. Gabriëlle ca. 1905, bandversiering
- Het Ideaal veelzijdig beschouwd. G. Borg, Amsterdam. band 1905.
- Gerard Brom, Vondel's bekering, band, 1907
- Willem Smulders, Cantica Gradum, band, 1908
- Officieele Kerkgids van Nijmegen. 1908, band
- M.C. Nieuwbarn, Het Roomsche Kerkgebouw, band, 1908
- Augusta van Slooten, Nannie Waller, band, 1911
- Jac. van Ginniken, Credo in unam sanctam, band, 1917
- Wendingen, Toneel, no. 9/10, 1919, omslag
- Arthur van Schendel, Pandorra, 1919 (ook stofomslag)
- Alexander Voormolen, Beatrijs, omslag, 1921
- J.F. Schreiner, Gebed van een soldaat in den grooten wereldoorlog 1914-1919, 1926
- Jan van Ginniken, Voordrachten over het katholicisme voor niet-katholieken, Brusse 1927
- Kalender 1901, 12 bladen, Drukkerij Hollandia 1901
- Kalender 1923, 6 bladen, Uitgeverij De Hooge Brug, 1923
- Kalender 1924, 6 bladen, Uitgeverij De Hooge Brug, 1924

## Banden voor uitgaven van Miek Janssen
- Miek Janssen, Aan den einder, 1915
- Miek Janssen, Aan den bron, 1916
- Miek Janssen, Jan Toorop, schaduw van den toren, verzen, 1918 (uitgeverij Veen)
- Miek Janssen, Jan Toorop en zijn werken, ca. 1918
- Miek Janssen, Schets van het leven en enkele werken van Jan Toorop, ca. 1920
- Miek Janssen, Jan Toorop, ca. 1920
- Miek Janssen, De wroeging, (spel), 1922
- Miek Janssen, Jan Toorop's Kruiswegstaties, St.-Bernulphuskerk, 1922